# Vu Bui
Vu Bui (26 de junio de 1977) es un fotógrafo, cineasta

y empresario estadounidense, más conocido por ser el director de relaciones públicas (CCO) y exjefe de operaciones (COO) de Mojang Studios, desarrolladora de Minecraft.

Antes de trabajar para Mojang, Bui subía entradas fotográficas en su antiguo blog, The Bui Brothers.

## Biografía
Bui nació el 26 de junio de 1977 en Estados Unidos,

en la cuna de una familia de ascendencia vietnamita y europea.

Bui fue parte de un blog fotográfico formado por él y su hermano, Lan Bui, el blog fue llamado The Bui Brothers y se centraría en la publicación de su trabajo en Internet, su primera aparición fue en 2005, realizando vlogs personales.

El post más antiguo que se conserva de este blog proviene de 2008, cuando Vu y Lan realizaron una promoción de este.

La última publicación de Bui en este blog fue en 2012, en el que realizó una comparación entre dos cámaras para fotografías de retratos.

## Carrera
En 2007, Bui participó en un cortometraje humorístico de policías llamado Standard Police Work.
En 2012, Bui, tras realizar una mudanza a Suecia, empezó a trabajar en Mojang Studios (en ese entonces Mojang AB) como jefe de operaciones (COO) de la compañía, aunque después pasó a ser el director de relaciones públicas (CCO) de la misma empresa. 
En ese mismo 2012, Bui comenzó a participar en la fundación Block by Block, alianza entre Mojang y el Programa de Naciones Unidas para los Asentamientos Humanos, cuyo fin es "promocionar Minecraft en espacios de diseño urbanístico". Bui también es presidente de esta misma organización.

En 2013, Bui participó en la filmación una película llamada 20 Feet Below - The Darkness Descending, película independiente financiada por una campaña de crowdfunding.

Bui habló a fines de 2014 de una futura película para Minecraft,

producción que sería conocida después como A Minecraft Movie, filme del que fue productor.

#### Minecraft Education Edition
En una entrevista para CNN Money, Bui habló del potencial de Minecraft para ser utilizado en el ámbito educativo. Como resultado de esto, en 2016, Mojang anunció Minecraft: Education Edition, una edición del juego orientada al ámbito escolar y educativo.